# Rhamphomyia alpina
Rhamphomyia alpina är en tvåvingeart som först beskrevs av Zetterstedt 1838.  Rhamphomyia alpina ingår i släktet Rhamphomyia och familjen dansflugor. Arten är reproducerande i Sverige. Inga underarter finns listade i Catalogue of Life.